# BBC廣播大樓
BBC廣播大樓（英語：Broadcasting House），是英國廣播公司的總部所在地，位於倫敦的波特蘭坊。廣播大樓動工於1928年，在1932年完工。1932年3月15日，第一個在廣播大樓製作的廣播節目對外播出。兩個月後廣播大樓正式開始使用。廣播大樓在建設完成之後曾進行多次翻新。

## 艺术品

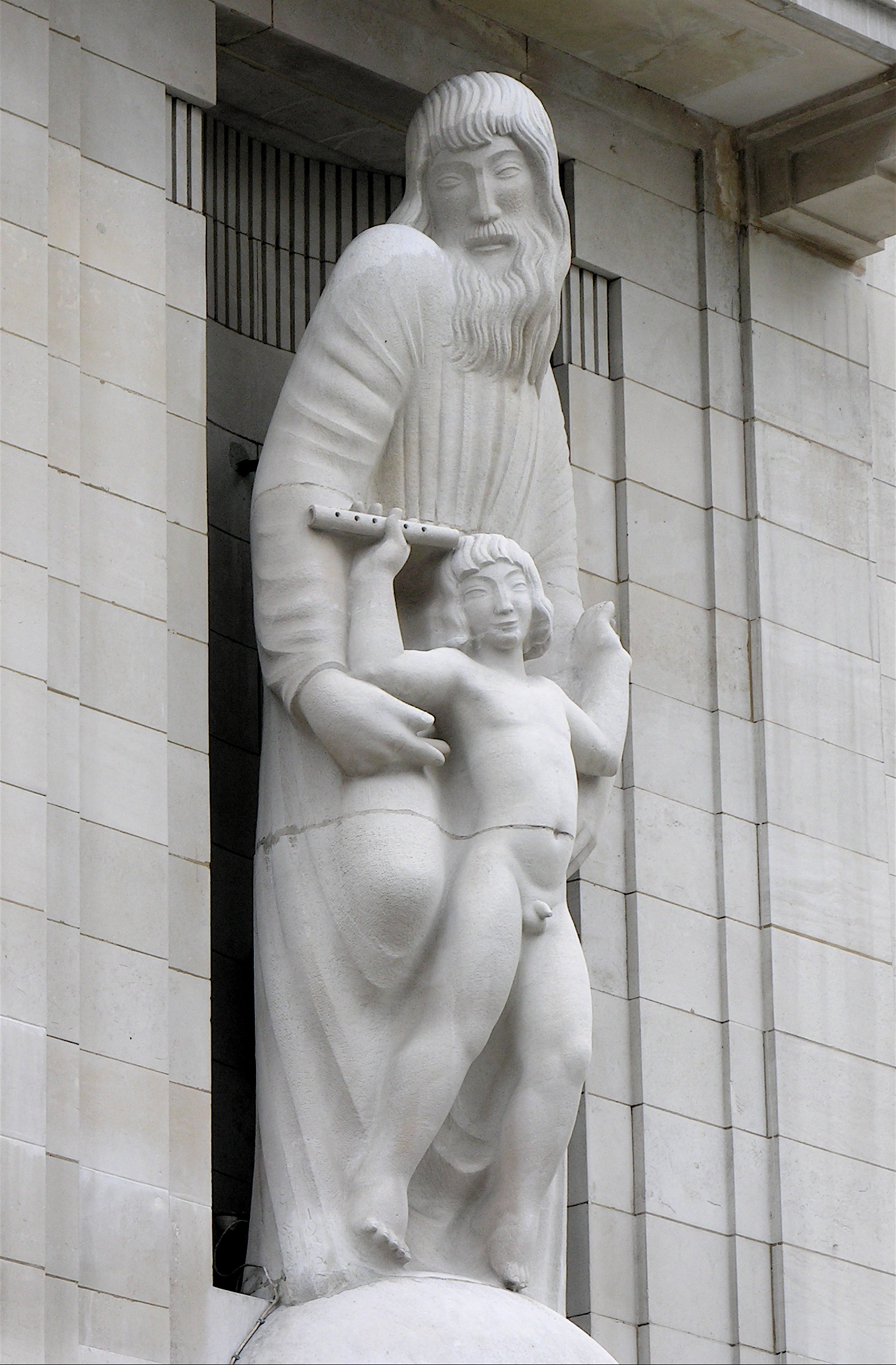
普洛斯彼罗和爱丽儿

大厦正门上方，是英國藝術家埃里克·吉尔（Eric Gill）於1933年完成的雕塑作品——普洛斯彼罗（Prospero）和爱丽儿（Ariel），他们是威廉·莎士比亚作品《暴风雨》中的人物。普洛斯彼罗是一位魔术师和学者，而爱丽儿是一位空中的精灵，象徵无线电波在空中传播。
英國藝文調查記者費歐娜·麥卡錫（Fiona MacCarthy）於1989年出版《艾瑞克·吉爾傳》之後，該雕塑作品的去留引起爭議，因為在傳記引用艾瑞克·吉爾的日記手稿，自述除了婚外情，還有亂倫、獸交等行為。時有要求移除雕像的請願活動，甚至有人試圖破壞雕像。

## 翻新
2003年廣播大樓開始大規模翻新、擴建。2012年7月12日，英国广播公司新闻频道和國際新聞頻道分別從BBC電視中心及布什大樓搬入新擴建的大樓中。絕多數的BBC廣播頻道也在這裡播出，只有BBC Radio 5 Live和5 Live Sports Extra搬入了英國媒體城，BBC Radio 2和BBC Radio 6 Music則搬到了附近的沃甘大樓（Wogan House）中。

## 图库
- 原廣播大樓部分（西翼）
- 翻新後擴建的東翼
- 东西翼接驳处
- 新闻部办公地
- 于2017年11月竖立的奥威尔像

## 外部連結
- 英國廣播公司網站上的介紹（页面存档备份，存于）